# 초로보더
초로보더(영어: Çorovodë 알바니아어: Çorovoda)는 알바니아 베라트 주의 마을이자 과거 스크라파르 현의 지방자치체였다. 2015년 지방 정부 개혁에 따라 스크라파르 지방자치체의 행정 중심지이자 행정 단위로 변했다. 과거 스크라파르 현의 행정 중심지였다. 2023년 인구 조사에서 인구는 3,918명이다.
카약과 다른 수상 스포츠를 즐길 수 있게 해주는 오숨강은 이 도시를 가로지른다. 오숨강의 상류 지역에서는 협곡과 동굴이 형성되어 있다.

## 역사
작은 초로보더 강도 도시를 지나 오숨 강으로 합류한다. 도시의 이름은 불가리아어로 '검은 물'을 의미하는 단어에서 유래하였다. 초로보더에서 북동쪽으로 5km 떨어진 지역에는 그라데츠 협곡(Gradec Canyon)이 형성되어 있으며, 해당 협곡의 절벽 중 하나에는 알바니아에서 가장 큰 동굴로 추정되는 피로고시 동굴이 위치한다. 또한, 초로보더 강 위에는 오스만 시대에 건설된 카사바시 돌다리(Kasabashi stone bridge)가 남아 있다.
이 도시는 알바니아가 알바니아 사회주의 인민공화국 시기일 때 군 공항을 비롯한 중요한 전쟁 기반 시설이 있는 폐쇄된 도시였다.

## 관광

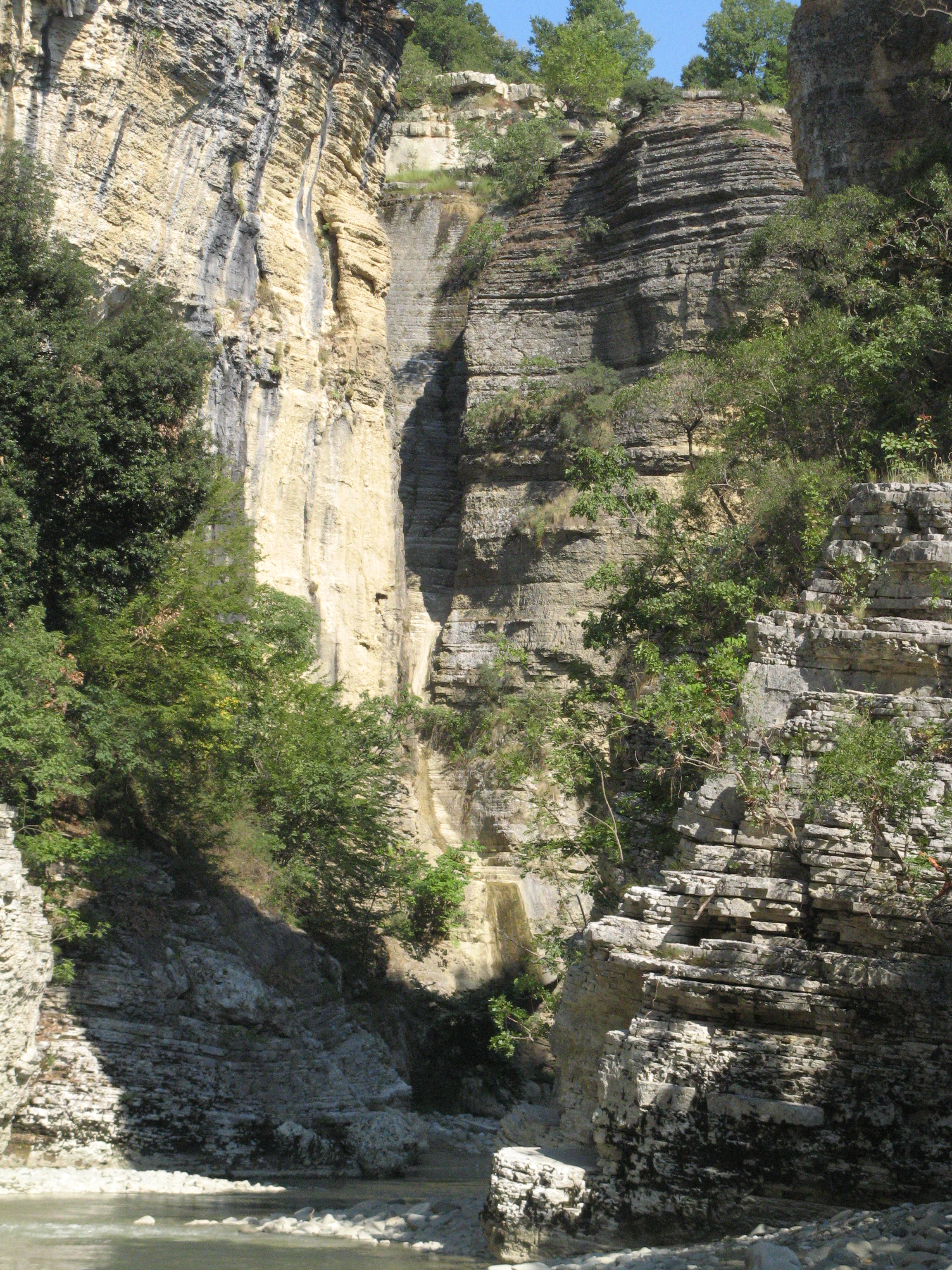
오숨 협곡

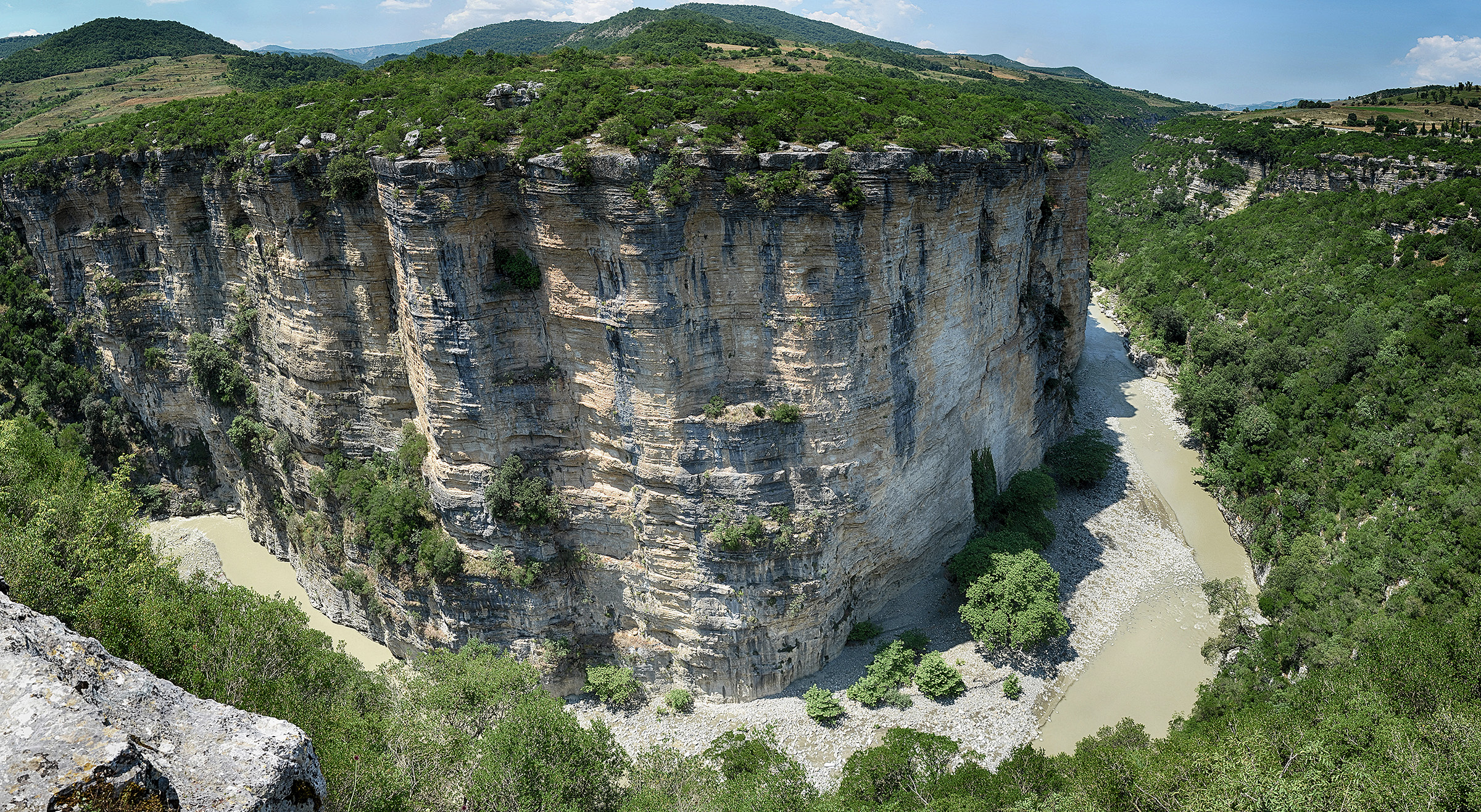

초로보더는 래프팅과 산악 하이킹과 같은 활동으로 유명하다. 협곡 사이를 흐르는 오숨강(Osum)은 래프팅이 어렵게 만들어 매년 래프팅 대회와 챔피언십이 개최된다. 이 지역에는 많은 산과 하이킹 코스가 있다.

## 출신 인물
- Xhelal bej Koprencka - 현대 알바니아 건국의 아버지
- 일리르 메타 - 알바니아 7대 대통령

## 같이 보기
- 오숨 협곡
- 피로고시 동굴